# Konsztantyin Fjodorovics Cselpan
Konsztantyin Fjodorovics Cselpan (cirill betűkkel: Константин Фёдорович Челпан), ukrán névváltozatban Kosztyantin Fedorovics Cselpan (Костянтин Федорович Челпан; Cserdakli, 1899. május 27. – Harkov, 1938. március 11.) ukrajnai görög származású szovjet gépészmérnök. A Harkovi Mozdonygyár munkatársa volt, később annak tervezőirodáját is vezette. Legismertebb alkotása a T–34-es harckocsiban is alkalmazott V–2 dízelmotor. 1938-ban a sztálini megtorlásoknak esett áldozatul, 1956-ban rehabilitálták.

## Élete
Ukrajnai görög családban született az akkor az Orosz Birodalom Jekatyerinoszlavi kormányzóságának Mariupoli járásában fekvő Cserdakli faluban (ma: Kremenyivka, Ukrajna Donecki területén). Apja Fjodor Mihajlovics Cselpan, akit 1930-ban kuláktalanítás során kitelepítettek, majd agyonlőttek. Anyja Jelizaveta Halangot.

### Tanulmányai
1919-ben elvégezte a Mariupoli Reáliskolát. Részt vett a polgárháborúban. Ezt követően a Harkovi Műszaki Főiskolán (ma: Harkivi Műszaki Egyetem) tanult belsőégésű motorok szakon, ahol 1924-ben kitüntetéssel végzett.

### Szakmai pályafutása

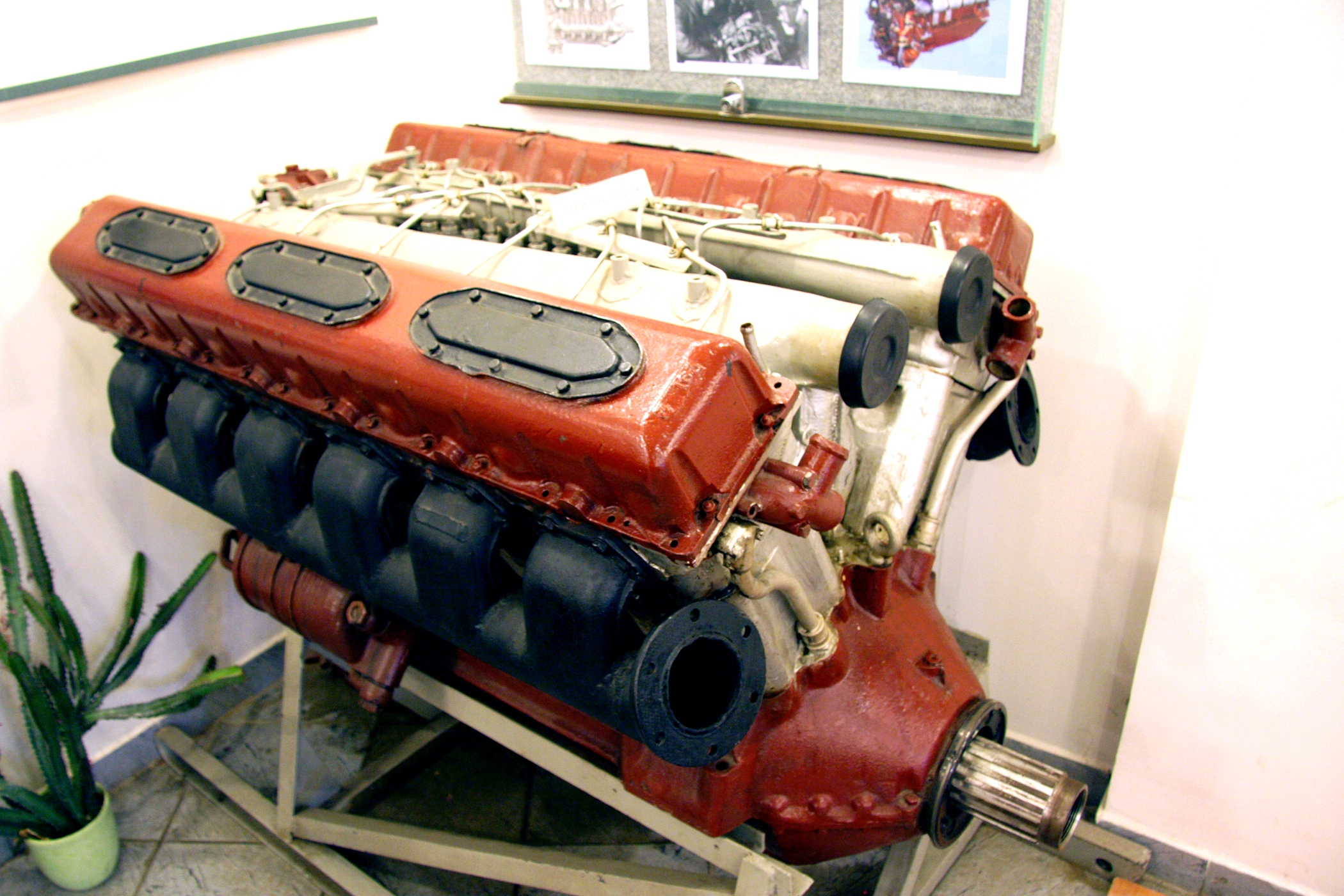
A V–2-es dízelmotor, amelyért Cselpan 1935-ben Lenin-rendet kapott

1924-ben kezdett el tervezőmérnökként dolgozni a Harkovi Gőzmozdonygyárban (később Harkovi Mozdonygyár, napjainkban Malisev gépgyár), melynek 1937-ig munkatársa volt. Később a gyár dízelmotor részlegének vezetője, főkonstruktőr, majd 1928-tól a mozdonygyár tervezőirodájának a vezetője lett. 1927-től oktatott is a Harkovi Műszaki Főiskolán. 1928–1929 között németországi, svájci és nagy-britanniai tanulmányúton vett részt. A Harkovi Mozdonygyár dízelmotorjai mellett legismertebb alkotása az 1931–1939 között kifejlesztett, több, korát megelőző konstrukciós megoldást tartalmazó V–2 típusú dízelmotor, amelyért Cselpan 1935-ben megkapta a Lenin-rendet. A V–2 harckocsimotort főként a T–34-es harckocsiban, valamint több más harcjárműben (KV harckocsik, T–10, SZU–85, SZU–100) is használtak.

### Letartóztatása és halála
1937. december 15-én az NKVD a görög összeesküvés ügyében indított akció első napján letartóztatta. Görög nacionalista ellenforradalmi szervezet vezetésével és a Harkovi Mozdonygyárban tervezett állítólagos szabotázsakcióban való részvétellel vádolták. A kínzások és vallatások nyomán bűnösnek vallotta magát kémkedésben. 1938. február 4-én koncepciós eljárás keretében az NKVD különleges bizottsága golyó általi halálra ítélte. Az ítéletet 1938. március 10-én hajtották végre, a harkovi börtönben agyonlőtték.
A feleségének évekkel később kiadott halotti bizonyítványában az szerepelt, hogy 1942. május 16-án szívelégtelenségben hunyt el. 1956. augusztus 6-án a Szovjetunió Legfelsőbb Bíróságának Katonai Kollégiuma rehabilitálta, de a vele történtek és halálának körülményei csak 1988-ban váltak ismertté.

## Emlékezete
- 1994-ben, születésének 95. évfordulóján szülőfalujában, Kremenyivkában utcát neveztek el róla.
- Az Ukrajnai Görög Szervezetek Szövetsége (FHTU) kezdeményezésére 2000-ben könyvet adtak ki orosz nyelven Zsiznyeopiszanyije znamenyitih grekov Ukraini. Gyelo Konsztantyina Cselpana (Жизнеописание знаменитых греков Украины. Дело Константина Челпана) címmel (szerző: Galina Zaharova).
- 2001-ben a Heliosz harkivi városi görög szervezet támogatásával emléktáblát helyeztek el annak a harkivi háznak a falán, amelyben életének utolsó éveiben Cselpan lakott.

## Külső hivatkozások
- Konsztantyin Cselpan a Szovjetunióban üldözött görögökkel foglalkozó Grecseszki martyirolog honlap oldalán (oroszul) Archiválva 2015. december 8-i dátummal a Wayback Machine-ben
- Sztalinszkij grecseszkij zagovor, in: Grecseszkaja gazeta, 2002/3 (oroszul)
- Konsztantyin Cselpan életrajza az Ukrajnai Görög Szervezetek Szövetségének (FHTU) honlapján (oroszul)